# 池口寺 (長野県大桑村)
池口寺（ちこうじ）は、長野県木曽郡大桑村殿にある臨済宗妙心寺派の寺院。山号は瑠璃山。木曾西国三十三観音霊場二十三番、中部四十九薬師霊場二十三番

## 歴史
寺伝よると承平7年（937年）に創建された古寺で、近江国神崎郡の郡司であった源義寛が、先祖の追善供養の為、小川の邑の光明池の傍らに一宇を設けて医王尊仏を安置し、天台宗の明雲を招いて開山したのが始まりとされる。
徳治3年（1308年）には銅製鰐口（長野県県宝）が奉納されている事からも詳細は判ないが一定以上の信仰を集めていた事が窺える。
建武2年（1335年）、十三世の大僧正阿闍梨の覚元の代に、火災により鎌倉時代後期に建築されたと推定されている薬師堂（長野県県宝）以外の堂宇を焼失し、古記録、寺宝も同時に失った。
暦応3年（1340年）に当時の郷司である池口入道祥悟が堂宇の再建に尽力したとされるが、どの様な人物かは不明である。
天正2年（1574年）に領主である木曾氏の菩提寺である定勝寺から貴山を招き天台宗から臨済宗へと改宗した。
天正18年（1590年）、当時、豊臣秀吉の重臣で木曾代官及び犬山城主であった石川貞清より若干の寺領の寄進があった。
文化3年(1806年)、十王堂を再普請した。
文政13年(1830年)、庫裏を普請した。
天保13年(1842年)、鐘楼門を建立した。
弘化2年(1845年)、十王堂の普請につき、門・半場の両家が寄進した。
弘化4年(1847年)、木下傳助が半鐘を寄進した。
嘉永7年(1856年)、土蔵を再建した。
昭和23年(1948年)3月、太平洋戦争で供出したため失われていた梵鐘を新たに設置した。

## 境内
- 本堂
- 鐘楼門
- 庫裡
- 木小屋
- 隠寮
- 薬師堂
- 土蔵
- 十王堂

### 鐘楼門
切妻、桟瓦葺、一間一戸の四脚楼門である。

### 薬師堂
薬師堂は、元は小川の里にあったと伝わるが、鎌倉時代後期に造営されたと伝わるが、棟札や古文書は残っていない。
木造平屋建て、宝形造、こけら葺き、平入、桁行三間、梁間四間、外壁は真壁造り板張りで、内部には中央の薬師如来から向かって右に日光菩薩像が、左に月光菩薩像が安置されている。薬師如来像は修理したあともあるが、鎌倉時代のものと言われ、特に台座の蓮弁は平安時代の技法が見られる。
脇侍の日光菩薩像と月光菩薩像は、室町時代中頃に製作されたもので、善光寺の仏師の妙海の作と伝わる。三尊とも作者・年号等の確かな証拠になる銘や文書は無い。
元は内陣に本尊薬師如来を安置した回廊式であったが、何時の時期かは不明であるが、中の柱２本を切取って、仏像を正面奥に祀ったため、長らく文化財に指定されていなかった。
薬師堂からは正応2年(1289年)に伐採された木曽ヒノキが使用されている事が判明されている。
元禄15年(1702年)、薬師堂を修復した。
正徳4年(1714年)、薬師堂の前に石段を設置した。
正徳5年(1715年)、須原村の山本源兵ヱが水鉢を奉納した。
享保16年(1731年)と享和2年(1805年)、薬師堂の上葺を修復した。
天保10年(1839年)、下半坂四郎が、薬師堂前の敷石を奉納した。
平成2年(1990年)に長野県の県宝に指定された。
老朽化のため平成18年(2006年)から復元工事に着手し、平成22年(2010年)10月31日に落慶式が行われた。
令和3年(2021年)8月、土砂崩れの影響で薬師堂の一部が損壊したため修繕がなされた。

## 寺宝
- 涅槃図　永享2年(1745年)
- 白隠・遂應・東嶺・春應の書画
- 桧立木伐木願・寺請状・年貢考慮の願
- 出山仏画
- 達磨ノ画
- 臨済ノ画
- 証状

## 文化財

### 大桑村指定文化財
薬師如来像(鎌倉時代初期)、日光菩薩像・月光菩薩像(室町時代中期)